# Daniel Asaf Manjarrez
Daniel Asaf Manjarrez (Ciudad de México, 7 de enero de 1986) es un político mexicano, miembro del partido Movimiento Regeneración Nacional (Morena). Ha ocupado el cargo de Jefe de Ayudantía del presidente Andrés Manuel López Obrador y es diputado federal para el periodo de 2024 a 2027.

## Biografía
Es licenciado en Relaciones Internacionales egresado de la Universidad Iberoamericana. Fue empresario del ramo restaurantero.
En 2012 fue subcoordinador de la estructura electoral de la defensa del voto en la campaña presiencial de Andrés Manuel López Obrador en las elecciones de ese año. De 2012 a 2015 fue asesor del secretario de Turismo del Distrito Federal, Miguel Torruco Marqués, siendo jefe de gobierno Miguel Ángel Mancera; de 2015 a 2016 fue director general del Instituto de Promoción Turística de la Ciudad de México, dependiente de la misma secretaría.
Es militante de Morena desde 2014, en donde ocupó el cargo de subcoordinador general de la estructura electoral; en 2012 fue coordinador de Morena en las delegaciones de Azcapotzalco, Cuauhtémoc y Miguel Hidalgo en la elección de ese año a la Asamblea Constituyente de la Ciudad de México, en dicho proceso electoral fue candidato a diputado, pero no logró el triunfo.
Al asumir la presidencia de México el 1 de diciembre de 2018 Andrés Manuel López Obrador lo nombró como Jefe de Ayudantía del Presidente, cargo que englobaba funciones de asistencia y seguridad antes encargados al Estado Mayor Presidencial, suprimido a partir de dicha fecha; y permaneció en en dicho cargo hasta el 1 de septiembre de 2018, pues habiendo sido postulado candidato de la coalición Sigamos Haciendo Historia a diputado federal por el principio de representación proporcional, resultó elegido para la LXVI Legislatura de dicho año a 2027. En esta legislatura es secretario de la comisión de Relaciones Exteriores; así como integrante de las comisiones de Defensa Nacional; y, de Energía.